# Wanderson de Oliveira
Wanderson de Oliveira (* 26. März 1997 in Rio de Janeiro) ist ein brasilianischer Boxer. Er erreichte einen 5. Platz im Leichtgewicht bei den Olympischen Sommerspielen 2020 in Tokio.

## Karriere
Der aus dem nördlichen Stadtteil Maré stammende Oliveira begann im Alter von zwölf Jahren mit dem Boxsport. Er wurde 2013 Brasilianischer Juniorenmeister im Federgewicht und 2015 Brasilianischer Jugendmeister im Leichtgewicht.
Bei den Erwachsenen wurde er 2017 Brasilianischer Meister im Leichtgewicht und startete bei den Panamerikameisterschaften 2017 in Tegucigalpa, wo er im Viertelfinale gegen Lázaro Álvarez ausschied, sich in den Box-offs jedoch für die Weltmeisterschaft 2017 in Hamburg qualifizierte. Bei der WM besiegte er in der Vorrunde Nick Okoth, ehe er im zweiten Kampf gegen den späteren Weltmeister Sofiane Oumiha unterlag.
2018 wurde er Brasilianischer Meister im Halbweltergewicht und gewann im Leichtgewicht die Südamerikaspiele in Cochabamba, nachdem er im Finale Luis Cabrera bezwungen hatte. 2019 startete er bei der Weltmeisterschaft in Jekaterinburg und besiegte Adrian Thiam, Ahmad Shtiwi und Daisuke Narimatsu, ehe er im Viertelfinale gegen Manish Kaushik verlor.
2020 wurde er erneut Brasilianischer Meister im Halbweltergewicht und war aufgrund seiner Ranglistenplatzierung auch für die im Juli 2021 in Tokio ausgetragenen Olympischen Sommerspiele qualifiziert. Dort ging er im Leichtgewicht an den Start und konnte sich gegen Wessam Salamana und Dsmitryj Assanau durchsetzen, ehe er im Viertelfinale gegen Andy Cruz Gómez unterlag.
Im September 2021 gewann er noch eine Bronzemedaille im Halbweltergewicht bei der Militär-Weltmeisterschaft der CISM in Moskau. Im November 2021 nahm er zudem an der Weltmeisterschaft in Belgrad teil und zog mit Siegen gegen Atichai Phoemsap, Antonio Tkalčić und Wiktor Petrow in das Viertelfinale ein, wo er gegen Omari Jones ausschied.
2022 gewann er im Weltergewicht die Panamerikameisterschaften in Guayaquil und im Mittelgewicht die Brasilianische Meisterschaft.
Bei der Weltmeisterschaft 2023 in Taschkent gewann er eine Bronzemedaille.